# Vinland-Karte

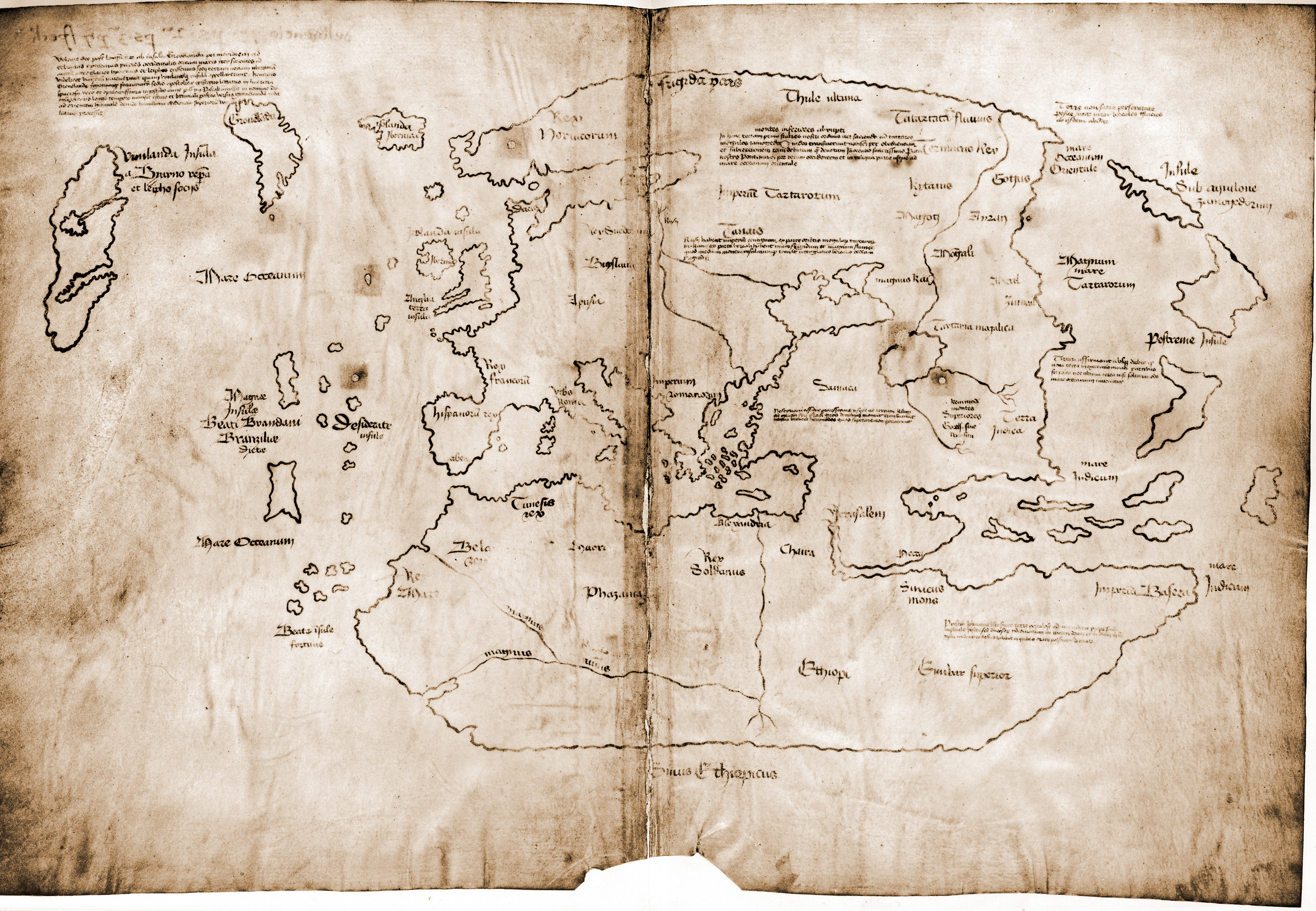
Die Vinland-Karte;
Yale University, Beinecke Rare Book and Manuscript Library, MS 350A

Die Vinland-Karte ist eine Weltkarte, die sich im Jahre 2021 als Fälschung erwies. Spezialisten der Yale University, wo die Karte aufbewahrt wird, berichteten, dass die neuesten wissenschaftlichen und historischen Forschungen ergeben haben, dass es sich um eine moderne Fälschung handelt, da in der Tinte Titanpigmente des 20. Jahrhunderts verwendet wurden.
Während das Pergament aus dem späten Mittelalter stammt, fehlen der Tinte Elemente, die in Tinten jener Zeit vorliegen müssten, allen voran Eisen und Schwefel. Daher nennt die Beinecke Library der Universität Yale die Karte eine Fälschung.

## Inhalt
Die Vinland-Karte wäre die früheste Landkarte, die einen Küstenabschnitt Nordamerikas kartiert, und nennt einen „Bjarni“ und einen „Leif“ als Entdecker Vinlands und damit Amerikas. Sie zeigt neben Afrika, Asien und Europa drei Inseln im Nordatlantik mit den Namen „Isolanda Ibernica“ (Island), „Grouelanda“ (Grönland) und „Vinland“ mit dem Text „Vinilanda Insula a Byarno reperta et leipho sociis“ – „Die Insel Vinland, von den Gefährten Bjarni und Leif entdeckt“.
In der Karte ist links oben folgender Text zu lesen:

„Volente deo post longum iter ab insula Gronelanda per meridiem ad reliquas extremas partes occidentalis occeani maris iter facientes ad austrum inter glacies byarnus et leiphus erissonius socij terram nouam uberrimam videlicet viniferam inuenerunt quam Vinilandam [oder: Vimlandam] insulam appellauerunt. Henricus Gronelande regionumque finitimarum sedis apostolicae episcopus legatus in hac terra spaciosa vero et opulentissima in postremo anno pontificis [oder: patris] sanctissimi nostri Pascali accessit in nomine dei omnipotentis longo tempore mansit estiuo et brumali postea versus Gronelandam redit ad orientem hiemalem deinde humillima obediencia superiori voluntati processit.“

„Mit dem Willen Gottes und nach einer langen Reise, die sie von der Insel Grönland aus nach Süden zu den übrigen äußersten Bezirken des westlichen Ozeans durch das Eis machten, entdeckten die Gefährten Bjarni Herjólfsson und Leif Eriksson ein neues, sehr fruchtbares, nämlich weintragendes Land, das sie die Insel Vinland nannten. Henricus [= Erik], Bischof des Heiligen Stuhls von Grönland und angrenzender Länder, entsandt in dieses weiträumige und überaus reiche Land, traf im letzten Jahr unseres heiligsten Vaters Paschalis ein, blieb dort im Namen des allmächtigen Gottes für lange Zeit sowohl im Sommer wie auch im Winter und kehrte danach gen Grönland nach Nordosten zurück und setzte darauf in unterwürfigster Befolgung höheren Willens seine Reise fort.“

Beide Texte entsprechen im Inhalt Gegebenheiten, die in  isländischen Sagas und anderen Quellen überliefert sind.
So wird in isländischen Annalen für das Jahr 1121 von der Suche eines Eriks, Bischof von Grönland, nach Vinland berichtet. Eine ungefähre Übereinstimmung besteht in Hinsicht auf die Amtszeit von Papst Paschalis II.
Im Einzelnen ist die Zuordnung der in den obigen Texten erwähnten Namen zu den als historisch geltenden Personen der Isländersagas umstritten, wobei die Zweifel teilweise auf der Kontroverse um die Echtheit der Karte beruhten.

## Geschichte
Die Karte lässt sich bis ins Jahr 1957 zum Händler Enzo Ferrajoli de Ry zurückverfolgen. Dieser wurde später wegen Hehlerei verurteilt. Er hatte aus der Bibliothek der Kathedrale von Saragossa Manuskripte gestohlen. Ferrajoli bot die Vinland-Karte und eine spätmittelalterliche Abschrift der Historia Tartaorum zum Verkauf an. Die Historia Tartaorum („Geschichte der Tataren“) ist ein Bericht von der Missionsreise des Franziskaners Johannes de Plano Carpini zu den Mongolen in den Jahren 1245 bis 1247. Lawrence Witten, ein Antiquar aus Connecticut, erwarb Karte und Buch für 3500 Dollar.
Ermöglicht durch die Stiftung von 250.000 Dollar eines zunächst anonymen Mäzens (Paul Mellon), gelangte die Karte 1959 an die Yale University.

## Bedeutung für die Wissenschaft
Dass jenes fruchtbare Land, das Grænlendingar im Westen entdeckten und Vinland nannten, auf dem nordamerikanischen Kontinent lag und die Wikinger somit Amerika, genauer Neufundland, erreichten, ist archäologisch gesichert. Davon zeugen um 1960 entdeckte Reste einer Wikingersiedlung auf Neufundland bei L’Anse aux Meadows. Die Vinlandkarte hat daher keinen zusätzlichen historischen Quellenwert: Alle Angaben, die sie enthält, sind aus schriftlichen Quellen bekannt. Auch dies legte nahe, dass die Karte gefälscht sei.
Die norwegisch-amerikanische Historikerin Kirsten A. Seaver hält den deutschen Kartografen und Jesuiten Joseph Fischer für einen möglichen Ersteller der Karte.

## Authentizitätsdebatte
Ob es sich bei der Karte um eine neuzeitliche Fälschung handelt, war lange umstritten. Gegenstand der Diskussion waren folgende Eigenschaften der Karte und des Manuskripts: Pergament, Tinte, Schriftarten, Sprachmerkmale und die kartographische Darstellung.

### Pergament
Das Pergament der Karte ist echt. Die Radiokarbonuntersuchung datiert es auf etwa 1434. Anhand übereinstimmender Wurmlöcher ließen sich die Karte und die Historia Tartaorum als ursprüngliche Bestandteile eines Codex identifizieren, der hauptsächlich eine Teilabschrift des verbreiteten „Speculum historiale“ des Vinzenz von Beauvais enthielt (heute Yale, Beinecke Library MS 350). Damit klärte sich auch ein zuvor unverständliches Textfragment auf der Rückseite des Pergamentblattes, das in inkorrektem nachmittelalterlichem Latein (statt partis sollte es parti im Ablativ heißen) die Karte als „delineatio prima pars secunda pars tertia partis speculi“ bezeichnet, d. h. „Karte, erster Band (und) zweiter Band vom dritten Teil (Speculum Historiale) des Speculums (Maius des Vincent von Beauvais)“. So wurden das „Speculum historiale“ und der Reisebericht zweifelsfrei in der Mitte des 15. Jahrhunderts auf das Pergament geschrieben.
Die Täuschungsabsicht erschlossen von der Yale-Universität beauftragte Forscher aus einer manipulierten Inschrift auf der Rückseite des Pergaments. Sie enthielt einst nur die Anweisung an den Buchbinder, mehrere Teile zu verbinden. Beim Fälschen wurde ein Verweis auf eine ebenfalls einzubindende „Zeichnung“ ergänzt. So soll ein Sir Erlend Thordson im Jahre 1568 ein kleines Buch mit einer Karte besessen haben, in dem „die Grenzen von Markland, Einfœtingjaland (‚Land des Einfüßers‘), und Klein-Helluland, zusammen mit Grönland, im Westen davon, wo anscheinend das gute Terra Florida beginnt“ verzeichnet gewesen seien.
Das Speculum historiale als auch die Historia Tartaorum wurden in einem Ausstellungskatalog für die Exposición Histórico-Europea 1892/93 in Madrid erwähnt, außerdem in 1926 veröffentlichten Unterlagen des spanischen Priesters Cristóbal Pérez Pastor. In beiden Fällen wird keine Karte erwähnt.

### Merkmale der Schrift
Seit 2004 ist ein zweiter Codex bekannt, der dieselbe Textzusammenstellung enthält (Zisterzienserkloster Luzern, um 1340) und möglicherweise die Vorlage für das Yale-Exemplar war – jedoch ohne Karte. Auch nach paläographischen Kriterien stammen die Kartenlegenden der Vinland-Karte nicht von dem Schreiber, der beide Texte kopierte. Eine seriöse paläographische und kodikologische Untersuchung, wie schon 1966 gefordert, wurde von der besitzenden Bibliothek erst im Jahre 2021 abgeschlossen.

### Tinten
Die Legenden der Karte und ihr Rand wurden mit einer schwarzen, die Karte selbst mit bräunlicher Tinte gezeichnet. Die bräunliche Tinte enthält das Titandioxid Anatas. Elektronenmikroskopische Untersuchungen schienen nahezulegen, dass das Pigment nicht durch Pulverisierung, sondern durch Ausfällung entstand. Das Verfahren wird erst seit 1923 angewandt. Nach Erkenntnissen von 1987 ist Anatas auch auf echten Dokumenten des 15. Jahrhunderts nachzuweisen, da es bei einer bestimmten Tintenrezeptur, der Eisengallustinte, aus natürlichen mineralischen Bestandteilen entstehen kann. Im Juli 2002 fiel mittels Ramanspektroskopie auf, dass die Karte – im Gegensatz zu authentischen Textpartien des Codex – nicht mit Eisengallustinte, sondern mit einer Tinte auf Kohlenstoffbasis entstand. Auch dies sprach für eine Entstehung ab 1923.
René Larsen, der Rektor der Konservatorenschule an der Royal Danish Academy of Fine Arts, beteuerte: „Wir haben nach fünf Jahren intensiver Studien keine Hinweise dafür gefunden, dass die Vinland-Karte gefälscht ist“ – insbesondere, seitdem in der Tinte Partikel von Anatas gefunden wurden, einem seltenen Mineral, das sich in Eisengallustinte bilden kann, nicht aber in kohlenstoffbasierter Tinte. Das Anatas, so Larsen, komme aus dem Sand, der zum Trocknen darüber gestreut wurde.
Auf einem Symposium im Jahr 2018 veröffentlichte der Yale-Konservator Richard Hark die Ergebnisse erneuter chemischer Analysen, wonach die Morphologie und Größe der Anatas-Partikel der moderner Tinte glichen.

### Kartographische Darstellung
Auch die kartographische Darstellung sprach für die Unechtheit der Vinland-Karte aufgrund von Details, die Seefahrern des 9. bis 15. Jahrhunderts unbekannt gewesen seien. Die Darstellung Grönlands als Insel wirke anachronistisch, da andere Karten Grönland noch Jahrhunderte später als nach Norden hin unbegrenzt zeigten. Die nördliche Erstreckung der Insel ist seit dem 19./20. Jahrhundert kartographisch erfasst. Während Island und Grönland sehr treffend wiedergegeben seien, zeige Skandinavien typisch mittelalterliche Verzerrungen und Verschiebungen. Auch die zeichnerische Binnengliederung Vinlands mit zwei Buchten oder Fjorden wird für höchst untypisch angesehen; andere Inseln und Küstenlinien erscheinen dagegen sehr undifferenziert. Auch lägen die drei westlichen Inseln außerhalb der ovalen Form, innerhalb derer die übrigen Küstenlinien angeordnet seien. Gestünde man zu, dass eine ovale Form vom Zeichner beabsichtigt wurde, wäre diese ovale Form gleichwohl gewahrt. Die Linie dieser ovalen Form müsste von der Mitte der Karte aus entlang der nördlichen und westlichen Linien der Inseln gedacht werden. Damit könnte dies als ein für sich bereits ausreichender Beweggrund für die Darstellung Grönlands und Vinlands als Inseln angesehen werden. Diese Inseln könnten also auch als Abrundung der ovalen Form nach Norden und Westen aufgefasst werden.
Verfechter der Fälschungsthese betonten auch, die moderne Nord-Ausrichtung sei in der lateinischen Tradition vor dem 15. Jahrhundert ohne Beispiel.

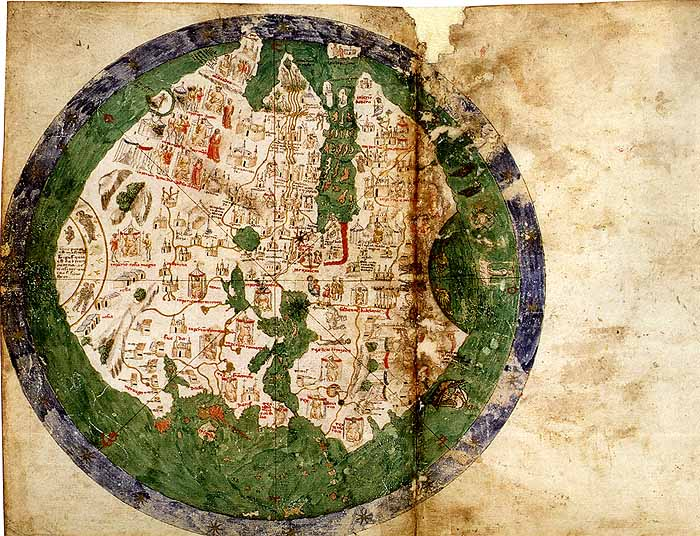
Die Bianco-Karte von 1436

Es gibt Parallelen zwischen der Vinland-Karte und der Bianco-Weltkarte von 1436. Ähnlichkeiten zwischen der Vinland-Karte und einem Nachdruck der Bianco-Karte aus dem 18. Jahrhundert legen nahe, dass dieser Nachdruck als Vorlage für die Vinland-Karte dienen konnte.

### Sprachliche Merkmale
Ungewöhnlich ist ferner, dass der Text von einem Ereignis im letzten Jahr eines Papstes spricht. Normalerweise wäre das Jahr selbst als Kardinalzahl erwähnt.

## Film
- Die Legende der Wikingerkarte. (OT: The Vinland Map.) Dokumentarfilm, Kanada, Großbritannien, 2013, 46 Min., Buch und Regie: Kenton Vaughn, Produktion: History Channel, Reihen: ZDFneo: Aufgedeckt: Geheimnisse des Altertums, GEO Television: Treasures Decoded – Jäger der verlorenen Schätze, ServusTV: Aufgedeckt – Rätsel der Geschichte, (OT: Treasures Decoded), Original-Erstausstrahlung: 24. März 2013 beim Smithsonian Channel, deutsche Erstausstrahlung: 17. August 2014 bei ZDFneo, Inhaltsangabe bei Fernsehserien.de, Vorschau-Video auf YouTube